# IF Sundsvall Hockey
Der IF Sundsvall Hockey ist ein schwedischer Eishockeyverein aus Sundsvall, der seit 2020 wieder in der dritthöchsten schwedischen Spielklasse, der Hockeyettan, spielt. Seine Heimspiele trägt der Club im Gärdehov aus, das 3300 Zuschauern Platz bietet. Die Fraueneishockeymannschaft Wildcats des Klubs spielt seit 2013 in der höchsten schwedischen Spielklasse, der Riksserien.

## Geschichte

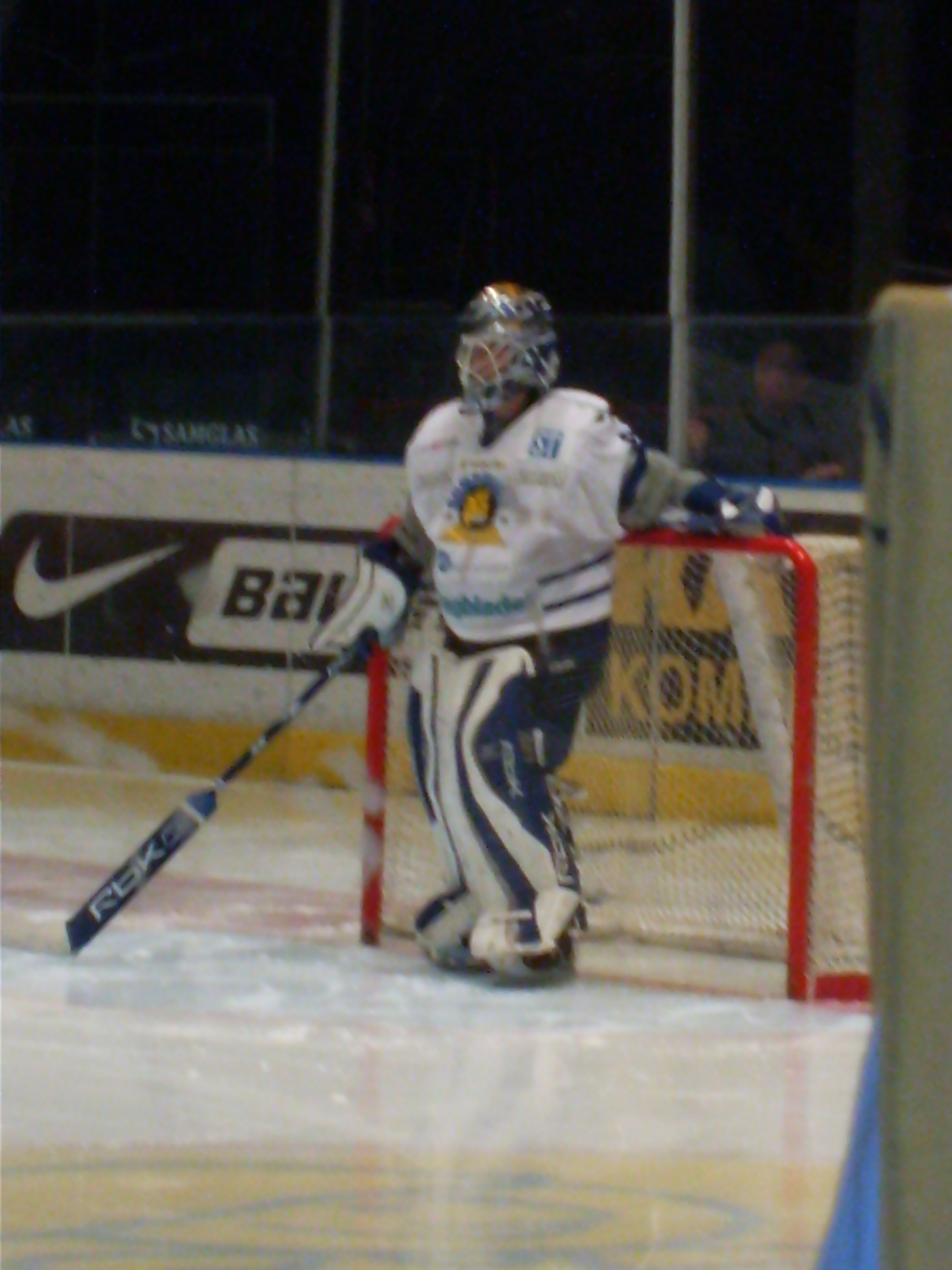
Torhüter des IF Sundsvall, 2008

Der Stammverein des heutigen Eishockeyklubs wurde am 31. Oktober 1896 durch den Besitzer der örtlichen Thunfischfabrik als Tunadal IF gegründet und war zunächst ein Ski- und Eislaufklub. Später kamen Sektionen für Leichtathletik, Fußball und Orientierungslauf hinzu. Die Sektion Eishockey entstand erst 1952.
Zwischen 1990 und 1994 bildete der IF Sundsvall eine Spielgemeinschaft mit Timrå IK, die in der zweitklassigen Division I antrat. Seit Auflösung der Spielgemeinschaft 1994 gehörte der IF Sundsvall ununterbrochen der zweiten Spielklasse an, die ab 2006 HockeyAllsvenskan heißt.
Neben der ersten Herrenmannschaft betreibt der Verein eine Damen-, eine Senioren-, mehrere Hobby- und Nachwuchsteams aller Altersklassen. Mit über 600 Mitgliedern gehört der IF Sundsvall zu den größten Eishockeyklubs Schwedens.
In der Saison 2016/2017 spielte das Team in der Hockeyettan Nord und schafft es in die Finalrunde (Allettan), in der es den dritten Platz belegte. Nach der Saison beschloss der Klub, sein Herrenteam aus finanziellen Gründen abzumelden. Vor der Saison 2019/2020 wurde erneut eine Herrenmannschaft gegründet, die am Spielbetrieb der viertklassigen Hockeytvåan teilnahm und in der Qualifikation den Aufstieg in die  Hockeyettan 2020/21 schaffte.

## Heimspielstätte

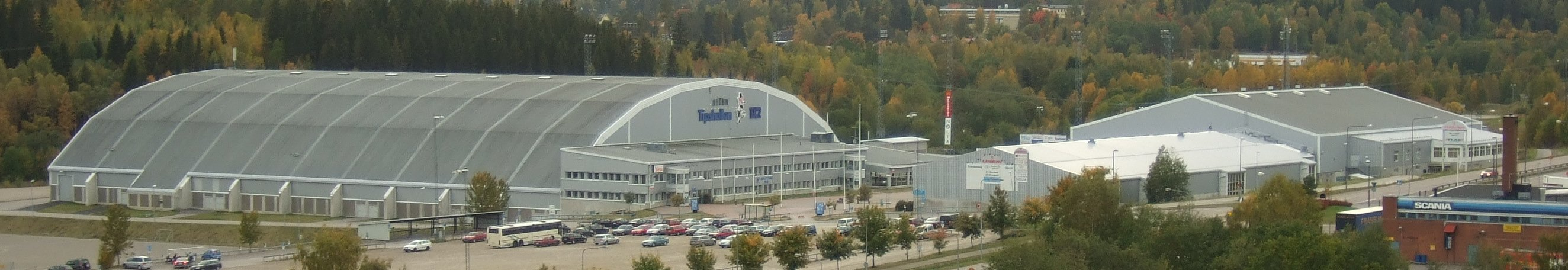
Die Eishalle Gärdehov (links) in Sundsvall

Die Eishalle Gärdehov wurde 1996 erbaut und wird seither vom IF Sundsvall für dessen Heimspiele genutzt. Die ursprünglich offene Eisbahn wurde 1966 fertiggestellt. Der Zuschauerrekord für diese Eisbahn liegt bei 6500 Zuschauern und wurde 1966 aufgestellt, als die Schwedische Nationalmannschaft auf Chimik Woskressensk traf.

## Bekannte ehemalige Spieler
- Johan Svedberg
- Shay Stephenson
- Pär Lindholm